# 安藤裕康 (天文学者)
安藤 裕康（あんどう ひろやす、1946年11月5日 - ）は日本の天文学者、理学博士。国立天文台名誉教授。専攻は天体物理学。天体からの光を分光解析する研究者。兵庫県佐用町出身。東京大学理学部天文学科卒業。

## 略歴
- 1971年 - 東京大学大学院に入学。
- 1976年 - 東京大学大学院博士課程修了、東京大学附属東京天文台の研究員となる。同年3月。理学博士（東京大学）の学位を取得。　論文は　「Overstability of acoustic modes in late-type stars and its observational implication(晩期型星に於る音波モードの過安定性とその観測的意味)」[1]。
- 1986年 - 東京天文台助教授。
- 1988年 - 東京天文台が国立天文台に改組されたので、国立天文台助教授となる。
- 1991年 - 国立天文台教授。
- 2000年 - 建設完了した「すばる望遠鏡」の運用のため、国立天文台ハワイ観測所に異動。
- 2002年 - 三鷹キャンパスに戻る。

## 研究テーマ
- 天体分光学
- 天体波動学
- 望遠鏡工学

## 著書
- 「Nonradial Oscillations of Stars」（共著、東京大学出版会）
- 「現代天文学講座11　宇宙の観測1」（分担執筆、恒星社厚生閣）
- 「世界最大の望遠鏡『すばる』」（平凡社）